# Manoir de la Touche Peschard
Le manoir de la Touche Peschard est un édifice situé à Carentoir en France.

## Localisation
Le manoir est situé sur le territoire de la commune déléguée de Carentoir, au lieu-dit la Touche Peschard, dans le département du Morbihan en région Bretagne.

## Description
Le manoir date du XVIIIe siècle, édifice à un étage carré construit en moellons sans chaîne en pierre de taille de schiste. Toiture à longs pans recouverte d'ardoises, pignon couvert, croupe.

## Historique
Manoir inscrit à l'inventaire général du patrimoine culturel.